# Kangeyanallur
Kangeyanallur è una suddivisione dell'India, classificata come census town, di 12.672 abitanti, situata nel distretto di Vellore, nello stato federato del Tamil Nadu. In base al numero di abitanti la città rientra nella classe IV (da 10.000 a 19.999 persone).

## Geografia fisica
La città è situata a 12° 57' 59 N e 79° 09' 17 E.

## Società

### Evoluzione demografica
Al censimento del 2001 la popolazione di Kangeyanallur assommava a 12.672 persone, delle quali 6.283 maschi e 6.389 femmine. I bambini di età inferiore o uguale ai sei anni assommavano a 1.207, dei quali 615 maschi e 592 femmine. Infine, coloro che erano in grado di saper almeno leggere e scrivere erano 10.025, dei quali 5.340 maschi e 4.685 femmine.